# 艾森巴赫
艾森巴赫是德国巴登-符腾堡州的一个市镇。总面积28.78平方公里，总人口2153人，其中男性1087人，女性1066人（2011年12月31日），人口密度75人/平方公里。